# Brännskär (vid Lövö, Kimitoön)
Brännskär är en ö i Finland. Den ligger i Skärgårdshavet och i kommunen Kimitoön i landskapet Egentliga Finland, i den sydvästra delen av landet. Ön ligger omkring 53 kilometer söder om Åbo och omkring 140 kilometer väster om Helsingfors.
Öns area är 4,1 hektar och dess största längd är 370 meter i nord-sydlig riktning.